# Chiesa di San Giacomo Maggiore (Reggio Emilia)
La chiesa di San Giacomo Maggiore è un edificio religioso sito in via Asseverati a Villa Masone, nel comune di Reggio Emilia. La chiesa è sede dell'omonima parrocchia del vicariato della Valle del Secchia della diocesi di Reggio Emilia-Guastalla.

## Storia
Fu fondata, assieme all'adiacente ospedale, da tal Giovanni di Bernardo Normanno, cittadino reggiano, nel 1133; la prima pietra fu benedetta dall'Arcivescovo di Ravenna Gualtiero, che consacrò l'altare il giorno di San Giacomo Apostolo.
Dal 1302 appartenne ai Cavalieri Gerosolimitani della commenda di Santo Stefano, per questo venne detta della Masone, dal francese maison. 
La parrocchia di Masone fu eretta nel 1564, e figura come tale nella visita del Vescovo Claudio Rangone del 1594.
L'8 novembre 1823 il vescovo Angelo Maria Ficarelli decorò il curato del titolo di prevosto.
Il precedente edificio, situato nel lato opposto della Via Emilia, è descritto dalla relazione della visita del Vescovo Picenardi nel 1706 come "piuttosto piccolo, basso, plafonato e con tre altari"; fu demolito nella seconda metà del XVIII secolo col consenso del Vescovo Castelvetri.
L'attuale fabbricato venne costruito nel 1773 su uno più antico e di più ridotte dimensioni. Gli ultimi restauri importanti furono effettuati nel 1904 e nel 1927.

## Descrizione
All'interno della chiesa vi sono tre acquasantiere, una delle quali in marmo con rilievi a testa d'animale, del '400. Le altre due presentano decorazioni a fogliame, una delle due presenta inoltre un'iscrizione del 1503. Nell'abside, all'interno di un'ancona in gesso, vi è il quadro seicentesco raffigurante il martirio di San Giacomo. Vi sono, negli altari minori, le statue della Madonna del Rosario, di santa Teresa, di sant'Antonio da Padova, della beata Vergine di Lourdes e del sacro Cuore di Gesù. Nelle pareti della chiesa, all'interno di nicchie vi sono le statue in gesso di san Giacomo, san Giuseppe, san Prospero e dell'arcangelo Michele.